# Saint-Fargeol
Saint-Fargeol ist eine französische Gemeinde mit 187 Einwohnern (Stand 1. Januar 2022) im Département Allier in der Region Auvergne-Rhône-Alpes (vor 2016 Auvergne). Sie gehört zum Kanton Montluçon-3 im Arrondissement Montluçon.

## Geographie
Saint-Fargeol liegt etwa 23 Kilometer südlich von Montluçon.

### Nachbargemeinden
Umgeben ist Saint-Fargeol von den Nachbargemeinden Marcillat-en-Combraille im Norden, Virlet im Nordosten, Pionsat im Osten und Süden, Saint-Hilaire im Süden sowie Saint-Marcel-en-Marcillat im Westen.

## Bevölkerungsentwicklung
| Jahr      | 1962 | 1968 | 1975 | 1982 | 1990 | 1999 | 2006 | 2011 | 2019 |
| Einwohner | 313  | 311  | 284  | 249  | 229  | 218  | 216  | 202  | 188  |

## Sehenswürdigkeiten

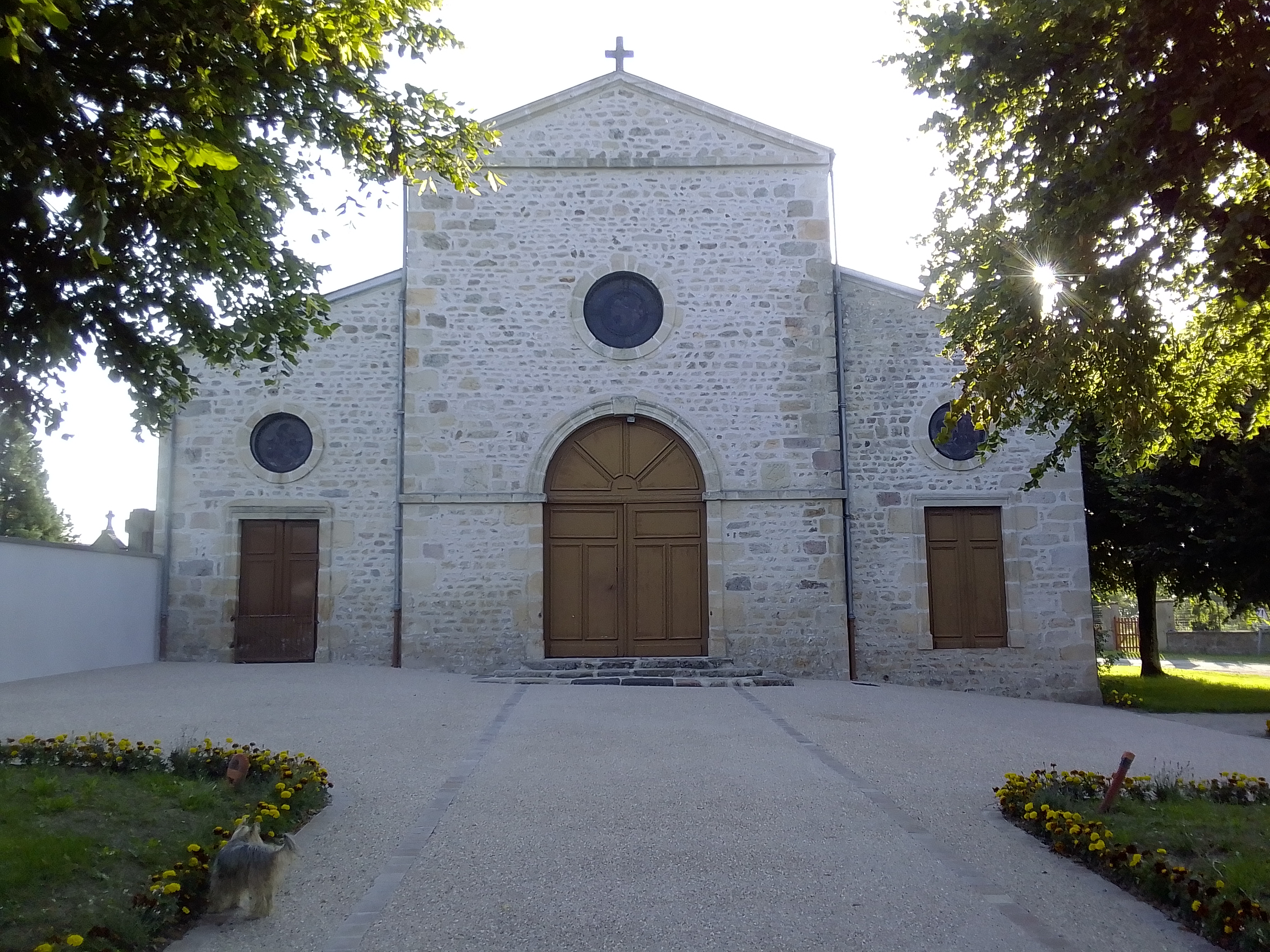
Kirche Saint-Julien

- Kirche Saint-Julien von 1848
- Schloss Lavalade